# Каллаш, Владимир Владимирович
Владимир Владимирович Каллаш (1 марта (13 марта) 1866, хутор Якубовка, (родовое имение Каллашовка) ныне село Черниговского района Черниговской области Украины — 29 января 1918, Москва) — русский и украинский литературовед, фольклорист, библиограф.
Окончил историко-филологический факультет Московского университета в 1890 году. Выступил в печати в 1884 году. Основные труды посвящены творческой истории, текстологии и библиографии сочинений русских писателей XIX века. Работал преподавателем в московских учебных заведениях, сотрудничал и дружил с Михаилом Сергеевичем Грушевским. Каллашу принадлежит множество статей и публикаций в журналах «Русская мысль», «Русский архив», «Русский филологический вестник» и др.

## Основные работы
- Положение неспособных к труду стариков в первобытном обществе (М., 1889).
- Палий и Мазепа в народной поэзии (М., 1889).
- Что сделала Екатерина II для русского народного просвещения (М., 1896).
- Новые труды по истории школы и просвещения (М., 1897).
- Черты дореформенного воспитания (М., 1898).
- Из истории Екатерининской школы (М., 1898).
- К истории народного театра: «Царь Максимилиан» (М., 1899).
- Поэтическая оценка Пушкина (М., 1899).
- Опыт пересмотра некоторых спорных вопросов о Белинском (М., 1900).
- Несколько догадок и соображений о «Слове о Полку Игореве» (М., 1900).
- Из истории малорусской литературы 20-х гг. XIX в. (3 вып., Киев, 1900).
- Материалы и заметки по истории русской литературы (СПб., 1901).
- Puschkiniana, Библиографические труды о Пушкине, их общий характер и научное значение (Киев, 1902).
- Очерки по истории русской журналистики (М., 1903).
- Заметки о Пушкине (СПб, 1907).
- Очерки по истории новейшей русской литературы (М., 1911).

Под редакцией Каллаша вышла первая научная работа о Крылове (тт. 1—4, СПб, 1904—1905), включающее письма и варианты басен; Полное собрание сочинений М. Ю. Лермонтова (тт. 1—6, М, 1914—1915), в последний том которого включены мемуары и критические материалы о поэте; Сочинения и письма Н. В. Гоголя (тт. 1—9, СПб, 1907—1909); Полное собрание сочинений А. Н. Радищева (тт. 1—2, М., 1907).
Известен как составитель юбилейного сборника «Три века» (1912—1913, к 300-летию Дома Романовых).